# Тсінстікептум 10
Тсінстікептум 10 (англ. Tsinstikeptum 10) — індіанська резервація в Канаді, у провінції Британська Колумбія, у межах регіонального округу Сентрал-Оканаґан.

## Населення
За даними перепису 2016 року, індіанська резервація нараховувала 1416 осіб, показавши зростання на 19,4%, порівняно з 2011-м роком. Середня густина населення становила 408,8 осіб/км².
З офіційних мов обидвома одночасно володіли 70 жителів, тільки англійською — 1 350, а 5 — жодною з них. Усього 115 осіб вважали рідною мовою не одну з офіційних, з них 5 — українську.
Працездатне населення становило 61,8% усього населення, рівень безробіття — 9,9%.
Середній дохід на особу становив $41 162 (медіана $34 637), при цьому для чоловіків — $48 827, а для жінок $34 053 (медіани — $42 539 та $27 520 відповідно).
33,7% мешканців мали закінчену шкільну освіту, не мали закінченої шкільної освіти — 20,7%, 45,5% мали післяшкільну освіту, з яких 25,9% мали диплом бакалавра, або вищий.
| Статево-вікова структура населення | Статево-вікова структура населення | Статево-вікова структура населення | Статево-вікова структура населення | Статево-вікова структура населення |
| ---------------------------------- | ---------------------------------- | ---------------------------------- | ---------------------------------- | ---------------------------------- |
|                                    |                                    |                                    |                                    |                                    |
| Всього                             | Всього                             | 48,4%51,6%                         |                                    |                                    |
| 0 — 14 років                       | 0 — 14 років                       |                                    | 13,4%                              | 13,4%                              |
| 15 — 64 років                      | 15 — 64 років                      |                                    | 66,5%                              | 66,5%                              |
| 65 і більше                        | 65 і більше                        |                                    | 20,1%                              | 20,1%                              |
| 85 і більше                        | 85 і більше                        |                                    | 1,4%                               | 1,4%                               |
| Середній вік (років)               | Середній вік (років)               | 45,3                               | 45,3                               | 45,3                               |
| Медіана (років)                    | Медіана (років)                    | 49,249,6                           | 49,5                               | 49,5                               |
| — чоловіки — жінки                 |                                    |                                    |                                    |                                    |

| Походження мешканців:     | Походження мешканців:     | Походження мешканців: | Походження мешканців: | Походження мешканців: |
| ------------------------- | ------------------------- | --------------------- | --------------------- | --------------------- |
| Походження                |                           |                       | осіб                  | %                     |
| Корінні американці        | Корінні американці        |                       | 150                   | 10.6%                 |
| Інше північноамериканське | Інше північноамериканське |                       | 355                   | 25.09%                |
| Європейське               | Європейське               |                       | 1 140                 | 80.57%                |
| британське                | британське                |                       | 720                   | 50.88%                |
| французьке                | французьке                |                       | 140                   | 9.89%                 |
| українське                | українське                |                       | 150                   | 10.6%                 |
| Латинськоамериканське     | Латинськоамериканське     |                       | 20                    | 1.41%                 |
| Карибське                 | Карибське                 |                       | 20                    | 1.41%                 |
| Азійське                  | Азійське                  |                       | 95                    | 6.71%                 |
| Океанійське               | Океанійське               |                       | 10                    | 0.71%                 |

## Клімат
Середня річна температура становить 8,7°C, середня максимальна – 23,9°C, а середня мінімальна – -9,6°C. Середня річна кількість опадів – 360 мм.
| Клімат поселення                              | Клімат поселення | Клімат поселення | Клімат поселення | Клімат поселення | Клімат поселення | Клімат поселення | Клімат поселення | Клімат поселення | Клімат поселення | Клімат поселення | Клімат поселення | Клімат поселення | Клімат поселення |
| Показник                                      | Січ.             | Лют.             | Бер.             | Квіт.            | Трав.            | Черв.            | Лип.             | Серп.            | Вер.             | Жовт.            | Лист.            | Груд.            |                  |
| Середній максимум, °C                         | 4,20             | 6,77             | 11,06            | 15,62            | 20,15            | 23,89            | 22,92            | 22,86            | 17,76            | 11,43            | 5,42             | 1,25             |                  |
| Середня температура, °C                       | −2,68            | −0,12            | 4,19             | 8,74             | 13,28            | 17,02            | 20,05            | 20,01            | 14,90            | 8,56             | 2,57             | −1,6             |                  |
| Середній мінімум, °C                          | −9,56            | −7               | −2,69            | 1,85             | 6,39             | 10,14            | 17,19            | 17,15            | 12,04            | 5,71             | −0,29            | −4,46            |                  |
| Норма опадів, мм                              | 33               | 21               | 22               | 25               | 32               | 40               | 33               | 28               | 28               | 25               | 37               | 36               |                  |
| Середньомісячна швидкість вітру, м/с          | 2.10             | 2.00             | 2.30             | 2.50             | 2.37             | 2.30             | 2.24             | 2.10             | 2.00             | 2.00             | 2.20             | 2.20             |                  |
| Середньомісячна сонячна радіація, кДж/м²·день | 3253             | 6633             | 11487            | 16428            | 20192            | 21760            | 23049            | 19674            | 14086            | 8076             | 3767             | 2606             |                  |
| --------------------------------------------- | ---------------- | ---------------- | ---------------- | ---------------- | ---------------- | ---------------- | ---------------- | ---------------- | ---------------- | ---------------- | ---------------- | ---------------- | ---------------- |
| Джерело:                                      |                  |                  |                  |                  |                  |                  |                  |                  |                  |                  |                  |                  |                  |